# Paolo Giovio
Paolo Giovio fou un il·lustre i polifacètic humanista, a qui alguns autors solen considerar com un precedent de l'obra de Vasari i altres qual un escriptor en paral·lel cronològic amb ell, és com. Format en la Medicina a les universitats de Pavia i Pàdua, on va acabar els seus estudis en 1511, va gaudir del favor dels papes Lleó X i Climent VII. Va exercir leslletres tant escrivint una història del seu temps en llatí, la Historiae sui temporis .. (1550-1552), com també biografies de personalitats coetànies, els Elogia .. (1546) i les Vite .. (1569).
Cal considerar Giovio com un col·leccionista destacat en la seva època, ja que va formar un museu de pintures i bustos de personatges antics i moderns en la seva casa de camp, situada en les proximitats de Com. Tal galeria motivaria els seus escr its sobre biografies d'homes il·lustres (De viris illustribus, abans de 1524) i el catàleg iconogràfic de lacol·lecció, realitzat entre els anys 1536-1543, i publicat com a obra pòstuma. El Musei Jiovani imaginis s'il·lustrava amb xilografies. Aquesta col·lecció, a més de contenir còpies d'obres perdudes en l'actualitat, posseïa quadres originals de Tiziano. A De viris illustribus, Giovio va proporcionar notícies sobre els artistes més destacats de la seva època, tant dels florentins com dels venecians, i va establir un parangó amb l'estat de la literatura.